# Manoir de la Grand'Cour
Le manoir de la Grand'Cour est un manoir  situé à Saint-Avertin dans le département français d'Indre-et-Loire.

## Histoire
Le manoir de la Grande-Cour date du XVIIe siècle et du XVIIIe siècle. L'orangerie date du XIXe siècle. Le parc a été en partie loti dans les années 1970.
L'écrivain Jules Romains est propriétaire du manoir de 1929 à 1972. 
Plusieurs éléments du manoir font l'objet d'une inscription au titre des monuments historiques :  
- la porte d'entrée par arrêté du 20 septembre 1946
- l'ensemble des façades et des toitures par arrêté du 25 octobre 1965
- les façades et toiture de l'orangerie par arrêté du 19 juin 2001

Un décor panoramique constitué de 32 lés de papier peint et datant peut-être des années 1840 est découvert lors de travaux de l'orangerie (datant d'après 1992). Il représente le passage du chemin de fer entre Lyon et Saint-Étienne. Il fait l'objet d'une inscription au titre objet des monuments historiques par arrêté du 26 mai 2000.